# Rodrigo Cuba
Rodrigo Cuba Piedra (Lima, 17 de mayo de 1992), más conocido como Gato Cuba, es un futbolista peruano. Juega como lateral derecho y su equipo actual es Universidad San Martín de la Liga 2 de Perú.

## Trayectoria

### Alianza Lima
Inició su carrera como futbolista jugando por Regatas Lima, equipo con el que salió campeón de la Copa Federación (categoría 92) en 2009. Ello propició que Cuba, que en ese entonces jugaba de volante, pase a integrar la categoría sub-18 de Alianza Lima. Al poco tiempo, en agosto de 2010, firmó un contrato profesional de tres años con Alianza, con la aprobación de Gustavo Costas, entrenador del equipo principal, y José Soto, entrenador del equipo de reservas.
Durante el año 2011, jugó el Torneo de Promoción y Reserva. Su debut en primera división llegó al año siguiente: el 18 de febrero de 2012, por la primera fecha del Campeonato Descentralizado, fue titular en el empate 2-2 ante León de Huánuco. En aquella primera fecha, Alianza, al igual que el resto de equipos del torneo, presentó una alineación conformada por juveniles debido a la huelga de los jugadores profesionales. Posteriormente, siguió alternando en el plantel de reserva.
En junio de 2012, disputó la Copa Libertadores Sub-20 con Alianza Lima, donde anotó tres goles y fue uno de los jugadores más destacados del equipo. Luego de caer eliminados en cuartos de final, fue ascendido al primer equipo juntos a otros juveniles a causa de la partida de varios jugadores del plantel principal. Desde entonces, se consolidó en el equipo titular jugando de lateral derecho. El 25 de agosto, anotó su primer gol en primera división. Aquel día —por la fecha 32 del Campeonato Descentralizado 2012— marcó el primer tanto en la goleada por 4-0 ante Sport Boys.
Al año siguiente, se mantuvo hasta agosto del 2013 para sacar a flote a Juan Aurich, que se encontraba en una situación complicada tanto en la Copa Sudamericana como en el Descentralizado. Su mejor temporada la tuvo el 2014 siendo titular absoluto y conquistó el título del Torneo Apertura 2014 y obtuvo el subcampeonato nacional de ese mismo año. Tras problemas de indisciplina con su club, es separado del primer equipo y poniendo fin a su vínculo el 2015.

### Universitario de Deportes
Su excelente actuación lo hizo llegar a Universitario de Deportes. Fue presentado junto a Raúl Ruidiaz, logrando clasificar para la Copa Sudamericana 2016 en la última fecha. Fue campeón del Torneo Apertura, sumando buenas actuaciones, se mantuvo por una temporada y media cumpliendo con el club.
El 2017 llega a Deportivo Municipal y fue pieza clave e indiscutible en su club, así siendo nuevamente considerado para su selección nacional en fecha de eliminatorias. Tras sumar 2 temporadas en su club, retorna el 2019 a Alianza Lima, donde no tuvo mucha continuidad siendo así que, para la temporada 2020, firmaría por Sport Boys. Pero, días después, se confirma su venta al Zacatepec, de México, cumpliendo su meta de emigrar.
Para la temporada 2021, ficharía por la Universidad César Vallejo Club de Fútbol, donde anotaría 1 gol y lograría clasificar para la Copa Libertadores 2022.
Mediante las redes de su padre, Jorge Cuba Hidalgo, confirmaría el fichaje al Sport Boys Association luego de terminar contrato con la Universidad César Vallejo Club de Fútbol.

## Selección nacional
Ha sido internacional con la selección de fútbol del Perú en una ocasión. Su debut se produjo el 14 de noviembre de 2014 en un encuentro amistoso ante la selección de Paraguay, que finalizó con marcador de 2-1 a favor de Perú.

## Clubes
| Título                    | País   | Año       |
| ------------------------- | ------ | --------- |
| Alianza Lima              | Perú   | 2012-2013 |
| Juan Aurich               | Perú   | 2013-2015 |
| Universitario de Deportes | Perú   | 2015-2016 |
| Deportivo Municipal       | Perú   | 2017-2018 |
| Alianza Lima              | Perú   | 2019      |
| Sport Boys                | Perú   | 2020      |
| Zacatepec                 | México | 2020      |
| Atlético Morelia          | México | 2020      |
| Universidad César Vallejo | Perú   | 2021      |
| Sport Boys                | Perú   | 2022-2023 |
| Universidad San Martín    | Perú   | 2024 -    |

## Palmarés

### Torneos cortos
| Título          | Club                      | País | Año  |
| --------------- | ------------------------- | ---- | ---- |
| Torneo Apertura | Juan Aurich               | Perú | 2014 |
| Torneo Apertura | Universitario de Deportes | Perú | 2016 |
| Torneo Clausura | Alianza Lima              | Perú | 2019 |

### Campeonatos nacionales
| Título             | Club         | País | Año  |
| ------------------ | ------------ | ---- | ---- |
| Torneo de Reservas | Alianza Lima | Perú | 2011 |

### Distinciones individuales
| Distinción                                                                                             | Año  |
| --- | ---- |
| Incluido en el equipo ideal del Campeonato Descentralizado, según el portal periodístico DeChalaca.com | 2014 |